# Tylopsis
Tylopsis Fieber, 1853 è un genere di ortotteri della famiglia Tettigoniidae (sottofamiglia Phaneropterinae). È l'unico genere noto della tribù Tylopsidini Jacobson, 1905.

## Tassonomia
Il genere comprende le seguenti specie:
- Tylopsis ampla Ragge, 1964
- Tylopsis bilineolata (Serville, 1838)
- Tylopsis brevis Ragge, 1964
- Tylopsis coi Jannone, 1936
- Tylopsis continua (Walker, 1869)
- Tylopsis dispar Sjöstedt, 1909
- Tylopsis farrowi Ragge, 1972
- Tylopsis fissa Ragge, 1964
- Tylopsis gracilis Chopard, 1954
- Tylopsis irregularis Karsch, 1893
- Tylopsis lilifolia (Fabricius, 1793)
- Tylopsis peneri Ragge, 1974
- Tylopsis punctulata Kirby, 1900
- Tylopsis rubrescens Kirby, 1900